# Slottsbron
Slottsbron est une localité de Suède dans la commune de Grums située dans le comté de Värmland.
Sa population était de 1 080 habitants en 2019.